# Ralph Lansky
Ralph Lansky (* 18. Juli 1931 in Riga; † 18. Juli 2025 in Kaltenkirchen) war ein deutscher Jurist, Bibliothekar und Rechtsbibliograf.

## Leben
Ralph Lansky lebte nach dem Zweiten Weltkrieg im Rheinland und studierte Rechtswissenschaften in Köln und Bonn. Es folgten die Erste juristische Staatsprüfung in Düsseldorf und die Promotion zum Dr. jur. in Bonn sowie eine Ausbildung und Prüfung für den höheren Bibliotheksdienst in Köln.
Ab 1962 war er an der Stadt- und Universitätsbibliothek Frankfurt am Main (seit 2005 Universitätsbibliothek Johann Christian Senckenberg genannt) tätig, ab 1966 an der Universität Bonn als Leiter der Bibliothek des Juristischen Seminars und Fachreferent für Rechtswissenschaft an der Universitätsbibliothek, ab 1970 als Bibliotheksdirektor. Von 1972 bis zu seiner Pensionierung 1993 wirkte er für die Bibliothek des Max-Planck-Instituts für ausländisches und internationales Privatrecht in Hamburg, zunächst als Bibliotheksdirektor, ab 1983 als Leitender Bibliotheksdirektor.
Er gehörte zu den Begründern der Arbeitsgemeinschaft für juristisches Bibliotheks- und Dokumentationswesen (AjBD). Von 1971 bis 1974 war er Vorsitzender dieses Zusammenschlusses juristischer Bibliothekare und Dokumentare aus den deutschsprachigen Staaten. Dem Vorstand gehörte er bis 1996 an. Als Rechtsbibliothekar förderte er diesen Berufsstand vielfältig durch berufliche Tätigkeit, Verbandsarbeit im deutschen und internationalen Bereich und eine Reihe von Veröffentlichungen. Diese erwiesen sich nicht nur für Bibliothekare als nützlich.
Zu seinem 60. Geburtstag erschien 1991 Bibliothek und Recht – international. Festschrift Ralph Lansky, herausgegeben von Jürgen C. Gödan und Holger Knudsen. 1996 wurde er von der AjBD zum Ehrenmitglied ernannt. Eine ähnliche Ehrung („Life Member“) war 1995 durch die International Association of Law Libraries (IALL) erfolgt. In diesem Weltverband der Rechtsbibliotheken war Lansky ebenfalls tätig.
Ralph Lansky wurde am 28. Juli 2025 auf dem Neuen Friedhof in Hamburg-Harburg im Familiengrab beerdigt.

## Nachlass
Seinen wissenschaftlichen Nachlass vermachte Lansky der Staats- und Universitätsbibliothek Hamburg. Dieser Nachlass ist seit 2009 im Nachlass-Magazin der SUB Hamburg aufgestellt und kann im Handschriften-Lesesaal benutzt werden.

## Schriften
- Das Haager Übereinkommen vom 15. April 1958 über die Anerkennung und Vollstreckung von Entscheidungen auf dem Gebiet der Unterhaltspflicht gegenüber Kindern. Diss. jur. Bonn. Selbstverlag 1960.
- Der Schutz der öffentlichen Bibliotheken nach deutschem Verwaltungs- und Strafrecht. Greven, Köln 1963. (Arbeiten aus dem Bibliothekar-Lehrinstitut des Landes Nordrhein-Westfalen. Heft 24.)
- Bibliotheksrechtliche Vorschriften. 1. Aufl. Klostermann, Frankfurt am Main 1967; ab 3. Aufl. 1980–2005 mit Bibliographie zum Bibliotheksrecht; ab 2004 fortgeführt von Carl E. Kesper; 4. Aufl. 2007-. ISBN 978-3-465-03482-7.[9]
- Systematik der Rechtswissenschaft in Grundzügen. Bouvier, Bonn 1968. (Bonner Beiträge zur Bibliotheks- und Bücherkunde. Band 17.)
- Bibliographie zum Bibliotheksrecht. Klostermann, Frankfurt am Main 1970–74. (Zeitschrift für Bibliothekswesen und Bibliographie. Sonderheft 10 nebst Ergänzungsheft.)
- Die wissenschaftlichen Bibliothekare in der Bundesrepublik Deutschland. Eine soziologische Analyse auf statistischer Grundlage. Bouvier, Bonn 1971. (Bonner Beiträge zur Bibliotheks- und Bücherkunde. Band 23.)
- Rechts- und staatswissenschaftliche Zeitschriften der Universität Bonn. 2. Aufl. Band 1.2. Bouvier, Bonn 1974–76. (Bonner Beiträge zur Bibliotheks- und Bücherkunde. Band 7.) (1. Aufl. 1961 von Käte Hoedt.)
- Grundliteratur Recht: Bundesrepublik Deutschland. Eine Auswahlbibliographie. Basic literature on law: Federal Republic of Germany. A selective bibliography. 3. Aufl. Schweitzer, München 1984. ISBN 3-88709-100-0. (1. Aufl. 1974.)
- Rechtswissenschaft. In: Totok/Weitzel: Handbuch der bibliographischen Nachschlagewerke. 6. Aufl. Band 2. Klostermann, Frankfurt a. M. 1985, ISBN 3-465-01594-0, S. 366–401. (4. Aufl. 1972.)
- [Hrsg., mit Raimund-Ekkehard Walter:] Im Dienste des Rechts und der Rechtsliteratur. In the service of law and legal literature. Festschrift für Helmut Dau zum 65. Geburtstag am 30. September 1991. Berlin-Verlag, Berlin 1992. ISBN 3-87061-393-9. Inhaltsverzeichnis.
- Handbuch der juristischen Bibliotheken. Handbook of law libraries. Deutsches Bibliotheksinstitut, Berlin 1993. ISBN 3-87068-437-2.[10]
- Die juristischen Bibliothekarinnen und Bibliothekare in Deutschland, Österreich und der Schweiz. Einführende Darstellung und Verzeichnis der hauptberuflich bibliothekarisch tätigen Juristinnen und Juristen. Directory of law librarians in Germany, Austria, and Switzerland. Arbeitsgemeinschaft für juristisches Bibliotheks- und Dokumentationswesen (AjBD), Regensburg 1997, ISSN 0935-2538. (Recht, Bibliothek, Dokumentation. Sonderheft 1997.)
- Nekrolog juristischer Bibliothekarinnen und Bibliothekare in Deutschland, Österreich und der Schweiz: 1970–1996. Necrology of law librarians in Germany, Austria, and Switzerland: 1970–1996. In: International Journal of Legal Information. 24. 1996 (1998), ISSN 0731-1265, S. 234–262, 25. 1997 (1999), S. XI.
- Bibliographisches Handbuch der Rechts- und Verwaltungswissenschaften. Bibliographical handbook on law and public  administration. Band 1–3. Klostermann, Frankfurt am Main 1987–99. ISBN 3-465-01726-9 (Band 1).[11] Fortgesetzt mit Gerd Hoffmann und Raimund-Ekkehard Walter in Recht, Bibliothek, Dokumentation[12] Jg. 29–34 (1999–2004), ISSN 0935-2538.
- Geschichte der Familien Lansky/Lantzky, insbesondere der deutschbaltischen Zweige. Deutsch-Baltische Genealogische Gesellschaft, Darmstadt 2006. (Baltische Ahnen- und Stammtafeln. Sonderheft. 31.) ISSN 0721-202X.
- [In cooperation with Darrell Frogness and Fritz Lansky:] Joseph and Juliane Lansky, their ancestors and descendants. A family history in Germany, the Baltics, and the United States. Selbstverlag, Kaarst 2012.
- [Mit Gerd Hoffmann und Raimund-Ekkehard Walter:] Neue juristische Bibliographien und andere Informationsmittel (NJBI). New legal bibliographies and other information sources. Erläuternde Auswahlbibliographie. Selective and annotated bibliography. Hoffmann, Schifferstadt 2013. ISBN 978-3-929349-60-3.[13]
- [Mit Gerd Hoffmann und Raimund-Ekkehard Walter:] Rechtsbibliothekarinnen und Rechtsbibliothekare im deutschsprachigen und internationalen Bereich in Vergangenheit und Gegenwart. Einführung und Biografie. (RuR) = Law Librarians in German-speaking Countries and International Relations in Past and Present Times. Introduction and Biography. Hoffmann, Schifferstadt 2020. ISBN 978-3-929349-10-8.